# 红紫麻
红紫麻（学名：Oreocnide rubescens）为荨麻科紫麻属下的一个种。

## 扩展阅读
- 維基物種上的相關：红紫麻